# Hugo González (Fußballspieler, 1963)
Hugo González, mit vollständigem Namen Hugo Armando González Muñoz, (* 11. März 1963 in Santiago de Chile) ist ein ehemaliger chilenischer Fußballspieler. Der Abwehrspieler spielte 24 Mal für die Nationalmannschaft Chiles.

## Karriere

### Verein
Hugo González spielte in der Jugend des CSD Colo-Colo, schaffte den Sprung in das Profiteam, debütierte aber erst bei seiner Leihstation 1984 bei den Santiago Wanderers. Danach kehrte er zu den Albos zurück und wurde Stammspieler. Bis zu seinem Wechsel 1990 gewann er dreimal die Copa Chile sowie die Meisterschaften 1986 und 1989. González spielte anschließend zwei Saisons in Mexiko bei CD Cruz Azul. Nach seinem Wechsel zurück nach Chile zum CD Cobreloa gewann González erneut die Meisterschaft. Nach seiner Rückkehr zu Colo-Colo 1994 konnte González seinen vierten Pokalsieg feiern.
Nach Deportes Concepción wechselte der Defensivspieler 1996 zum CD Magallanes, bei dem er in der zweiten Liga  auflief. Dort beendete González 1998 seine aktive Karriere.

### Nationalmannschaft
Das Debüt in der chilenischen Nationalmannschaft gab Hugo González im Oktober 1988 im Freundschaftscup gegen Peru. Beim 2:0-Erfolg erzielte er in der 85. Spielminute den 2:0-Treffer, der sein einziges Länderspieltor bleiben sollte. Er gehörte fortan zum Stammpersonal von La Roja und spielte bei der Copa América 1989 alle vier Gruppenspiele, allerdings schied das Team von Orlando Aravena als Gruppendritter der fünf Teams aus. Auch in den vier Gruppenspielen in der Qualifikation für die Weltmeisterschaft 1990 stand González in allen Partien auf dem Platz. Beim entscheidenden Qualifikationsspiel gegen Brasilien spielte er bis zum Abbruch der Partie. Das Spiel wurde mit 2:0 für Brasilien gewertet, nachdem Torwart Roberto Rojas die vorgetäuschte Verletzung zugegeben hatte und Chile nahm nicht an der Weltmeisterschaft teil. Das Skandalspiel von Maracanã war das vorerst letzte Länderspiel von González.
Nach vier Jahren absolvierte der Defensivspieler noch ein weiteres Länderspiel beim Freundschaftsspiel gegen Spanien. Dies war das letzte Länderspiel von Hugo González, der insgesamt 24 Mal für La Roja auflief und dabei ein Tor erzielte.

### Trainer
Hugo González trainierte von 2008 bis 2016 die U-19-Mannschaft des CSD Colo-Colo. Er entwickelte viele Spieler, die den Sprung bis in die Nationalmannschaft schafften wie beispielsweise Arturo Vidal. Im März 2013 übernahm González nach der Entlassung von Omar Labruna interimsweise für zehn Spiele das Amt des Cheftrainers der Profimannschaft. Im Juli 2016 stand González nochmal zwei Spiele interimsweise an der Seitenlinie des Klubs. Von Februar bis Oktober 2020 agierte González als Co-Trainer von Gualberto Jara bei den Albos.

## Erfolge
Colo-Colo
- Chilenischer Meister: 1986, 1989
- Chilenischer Pokalsieger: 1985, 1988, 1989, 1994

Cobreloa
- Chilenischer Meister: 1992